# NGC 3444
NGC 3444 (również PGC 32670 lub UGC 6004) – galaktyka spiralna (Sbc), znajdująca się w gwiazdozbiorze Lwa. Odkrył ją Albert Marth 25 marca 1865 roku.